# Ганьгу
Ганьгу́ (кит. упр. 甘谷, пиньинь Gāngǔ) — уезд городского округа Тяньшуй провинции Ганьсу (КНР).

## История
В 688 году до н. э. циньский У-гун разгромил жунов и присоединил эти земли к царству Цинь; здесь был создан уезд Цзисянь (冀县) — один из первых уездов в истории Китая.
При империи Северная Вэй уезд Цзисянь был в 447 году переименован в Дантин (当亭县). При империи Северная Чжоу уезд Дантин был 557 году переименован в Цзичэн (冀城县), а впоследствии был присоединён к уезду Хуангу (黄瓜县). При империи Суй в 606 году уезд Хуангу был переименован в Цзичэн.
При империи Тан в 620 году уезд Цзичэн был переименован в Фуцян (伏羌县, «покорённые цяны»). В 626 году из него был выделен уезд Яньцюань (盐泉县), который в 627 году был переименован в Ибинь (夷宾县), а через три года вновь присоединён к уезду Фуцян. В 763 году эти земли были захвачены тибетцами.
При империи Сун в 962 году было создано Фуцянское укрепление. В 1070 году оно превратилось в город. В 1276 году был вновь создан уезд Фуцян.
В 1929 году уезд Фуцян был переименован в Ганьгу.
В декабре 1949 года был создан Специальный район Тяньшуй (天水专区), и уезд вошёл в его состав. В декабре 1958 года уезд Ганьгу был присоединён к уезду Ушань, но в 1961 году был воссоздан. В 1969 году Специальный район Тяньшуй был переименован в Округ Тяньшуй (天水地区).
Постановлением Госсовета КНР от 8 июля 1985 года Округ Тяньшуй был преобразован в Городской округ Тяньшуй.

## Административное деление
Уезд делится на 10 посёлков и 5 волостей.